# Lukácsy János
Lukácsy János (Bobrovnik (Trencsén megye), 1715. – Nyitra, 1780. április 26.) teológiai doktor, nyitrai prépost-kanonok, választott püspök. 

## Élete
Tanulmányait a jezsuiták vezetése alatt Trencsénben kezdette, Nyitrán folytatta, a bölcseletet és teológiát pedig a Nagyszombati Egyetemen hallgatta és ugyanott 1739-ben teológiai doktor lett. Az egyházi rend felvétele után mint trencsén-városi segédlelkész munkálkodott, míglen 1741 szeptemberében a teplai plébánia-javadalomra beiktattatott. 1746-ban a rajeci plébániára ment át, ahonnét 1753-ban gróf Eszterházy Imre püspök a káptalanba hívta meg, nyitrai kanonok lett. 1757-ben béni címzetes prépost, 1744. július 18-án pedig rozsoni választott püspök lett. 1758-tól 1761-ig a Gusztinyi János püspök által épített papnevelőben igazgatói állást viselt. Meghalt mint olvasó-kanonok és káptalani helynök. A székesegyházban végzendő votivmisékre 2300 forintos, anniversariumra pedig 500 forintos alapítványt tett.
Az 1769-ben kalazanczi szent József tiszteletére mondott szlovák szent beszédét kinyomtatta Nagyszombatban.